# The Discovery (album)
The Discovery è il secondo album in studio del gruppo heavy metal statunitense Born of Osiris, pubblicato nel 2011.

## Tracce
1. Follow the Signs – 3:51
2. Singularity – 3:33
3. Ascension – 2:28
4. Devastate – 4:35
5. Recreate – 4:01
6. Two Worlds of Design – 3:14
7. A Solution – 2:07
8. Shaping the Masterpiece – 4:39
9. Dissimulation – 2:48
10. Automatic Motion – 2:43
11. The Omniscient – 2:08
12. Last Straw – 4:01
13. Regenerate – 5:06
14. XIV – 1:52
15. Behold – 5:51

## Formazione
- Ronnie Canizaro - voce
- Joe Buras - tastiere, sintetizzatore, voce (7), cori
- Lee McKinney - chitarra
- Jason Richardson - chitarra
- David Darocha - basso
- Cameron Losch - batteria